# خس‌نشین ابروسفید
خس‌نشین ابروسفید (نام علمی: Sericornis frontalis) نام یک گونه از سرده خس‌نشین‌ها است.